# ريوجي كيتامورا
ريوجي كيتامورا (باليابانية: 北村 隆二) (15 مارس 1981 في زوشي في اليابان – )؛ هو لاعب كرة قدم ياباني سابق كان يلعب كلاعب وسط.

## وصلات خارجية
- ريوجي كيتامورا على موقع رابطة كرة القدم اليابانية للمحترفين (اليابانية)
- ريوجي كيتامورا على موقع قاعدة بيانات كرة القدم.إي يو (الإنجليزية)
- ريوجي كيتامورا على موقع Soccerway.com (الإنجليزية)
- ريوجي كيتامورا على موقع عالم كرة القدم.نت (الإنجليزية)